# كارمين بلانكو
كارمين بلانكو (بالإسبانية: Carmen Blanco García)‏ (و. 1954  م) هي شاعرة، ومقالاتية، وكاتِبة إسبانية، ولدت في لوغو.